# Zygophyllum microcarpum
Zygophyllum microcarpum är en pockenholtsväxtart som beskrevs av Martin Heinrich Karl von Lichtenstein och Cham. & Schlecht.. Zygophyllum microcarpum ingår i släktet Zygophyllum och familjen pockenholtsväxter. Inga underarter finns listade i Catalogue of Life.